# Yahouza Sadissou
Yahouza Sadissou (* 1966 in Madobi) ist ein nigrischer Journalist und Politiker.

## Leben
Yahouza Sadissou wurde im zu Gazaoua gehörenden Dorf Madobi geboren, wo er die Grundschule besuchte. Danach ging er in Aguié auf die Mittelschule, die er 1984 abschloss, und besuchte in Zinder die Ecole Normale Askia Mohamed, wo er 1987 die Reifeprüfung ablegte. Anschließend studierte Sadissou Geschichte an der Universität Niamey. Er schloss sein Studium mit einer Maîtrise in Geschichtswissenschaft ab und arbeitete zunächst in Niamey, dann in Maradi als Mittelschullehrer für Geschichte und Geographie.
Parallel dazu begann er als Journalist tätig zu sein. Er zählte zu den ersten Mitarbeitern des 1994 gegründeten Privatsenders Radio Anfani, der unter dem Regime von Ibrahim Baré Maïnassara staatlichen Repressionen ausgesetzt war. Sadissou stieg bei Radio Anfani zum Direktor des Regionalstudios in Maradi auf, das er vier Jahre lang leitete. Anschließend arbeitete er in Maradi als Korrespondent für Voice of America und Radio Iran. Von August 2003 bis Januar 2004 machte er eine journalistische Fortbildung bei der Deutschen Welle in Bonn. Er gehörte 2004 zu den Gründungsmitgliedern der sozialdemokratischen Partei RSD-Gaskiya. Im Januar 2005 erhielt Sadissou einen Fünfjahresvertrag als Korrespondent bei der Deutschen Welle in Bonn. Er arbeitete für das Hausa-Programm des Senders. In Maradi gründete er das Medienunternehmen Agence Privée de Communication Garkuwa, dessen Hörfunksender Radio Privée Garkuwa im Oktober 2008 seinen Betrieb aufnahm. Im RSD-Gaskiya war er zunächst Informationssekretär der Sektion Maradi und des Arbeiterverbands. Im Juli 2008 wurde Vorsitzender der Parteisektion im Departement Aguié und trat dort bei den Parlamentswahlen 2009 für den RSD-Gaskiya an.
Staatspräsident Mahamadou Issoufou (PNDS-Tarayya) ernannte Yahouza Sadissou bei einer Regierungsumbildung im August 2013 zum Minister für Kommunikation und Beziehungen zu den Institutionen. Das Ressort für Kommunikation übernahm Sadissou von Salifou Labo Bouché, das Ressort für Beziehungen zu den Institutionen von Laouali Chaibou. Er kündigte an, den staatlichen Rundfunk ORTN reformieren zu wollen. In der Regierung vom 11. April 2016 wurde Sadissou Minister für Post, Telekommunikation und E-Business. Am 18. Oktober 2016 wurde er Minister für Beschäftigung, Arbeit und soziale Sicherheit und am 18. April 2017 Minister für Hochschulen, Forschung und Innovation.
Yahouza Sadissou verließ den RSD-Gaskiya, um sich am 22. August 2020 zum Parteivorsitzenden des neu gegründeten Bündnisses der Patrioten für die Entwicklung (RPD-Bazara) wählen zu lassen. Am 4. Dezember 2020 wechselte er erneut seine Regierungsfunktion und wurde Minister für Grundschulunterricht, Alphabetisierung, Förderung der Nationalsprachen und politische Bildung. In der von Staatspräsident Mohamed Bazoum (PNDS-Tarayya) am 7. April 2021 ernannten Regierung war Sadissou nicht mehr vertreten.

## Ehrungen
- Kommandeur des Nationalordens Nigers (2014)[11]